# 埃松 (杜省)
埃松（法語：Eysson，法語發音：[ɛsɔ̃]）是法国杜省的一个市镇，位于该省中部，属于蓬塔利耶区。

## 地理
埃松（47°12'0"N, 6°25'49"E）面积6.01 平方千米，位于法国勃艮第-弗朗什-孔泰大區杜省，该省份为法国东部内陆省份，北起上索恩省，西接汝拉省，东部及东南部与瑞士接壤，东北部与贝尔福地区省接壤。
与埃松接壤的市镇（或旧市镇、城区）包括：栋普雷勒、韦尔塞勒-维勒迪约勒康、维莱谢夫、格朗方丹叙克勒斯、埃珀努斯。
埃松的时区为UTC+01:00、UTC+02:00（夏令时）。

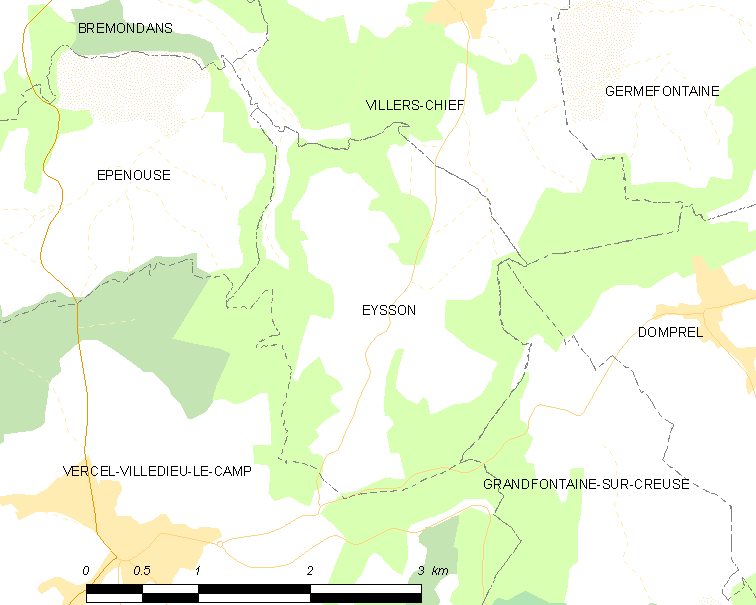
埃松的OSM定位图

## 行政
埃松的邮政编码为25530，INSEE市镇编码为25231。

## 政治
埃松所属的省级选区为瓦尔达翁县。

## 交通
杜省省道D27线和D470线在境内交汇。

## 人口

1962-2008年间埃松人口变化图示

埃松于2022年1月1日时的人口数量为123人。